# Chironomus nigrifrons
Chironomus nigrifrons is een muggensoort uit de familie van de dansmuggen (Chironomidae). De wetenschappelijke naam van de soort is voor het eerst geldig gepubliceerd in 1971 door Linevich & Erbaeva.